# Väderilsgatan
Väderilsgatan är en gata i stadsdelen Biskopsgården i Göteborg. Gatan fick sitt namn 1958 och är ett gruppnamn inom väder och meteorologi. 
Vid Väderilsgatan finns en vändslinga där spårvagnslinje 10 vänder (riktning Biskopsgården). Linjerna 5 och 6 passerar vidare mot Varmfrontsgatan (riktning Länsmansgården).

## Bilder

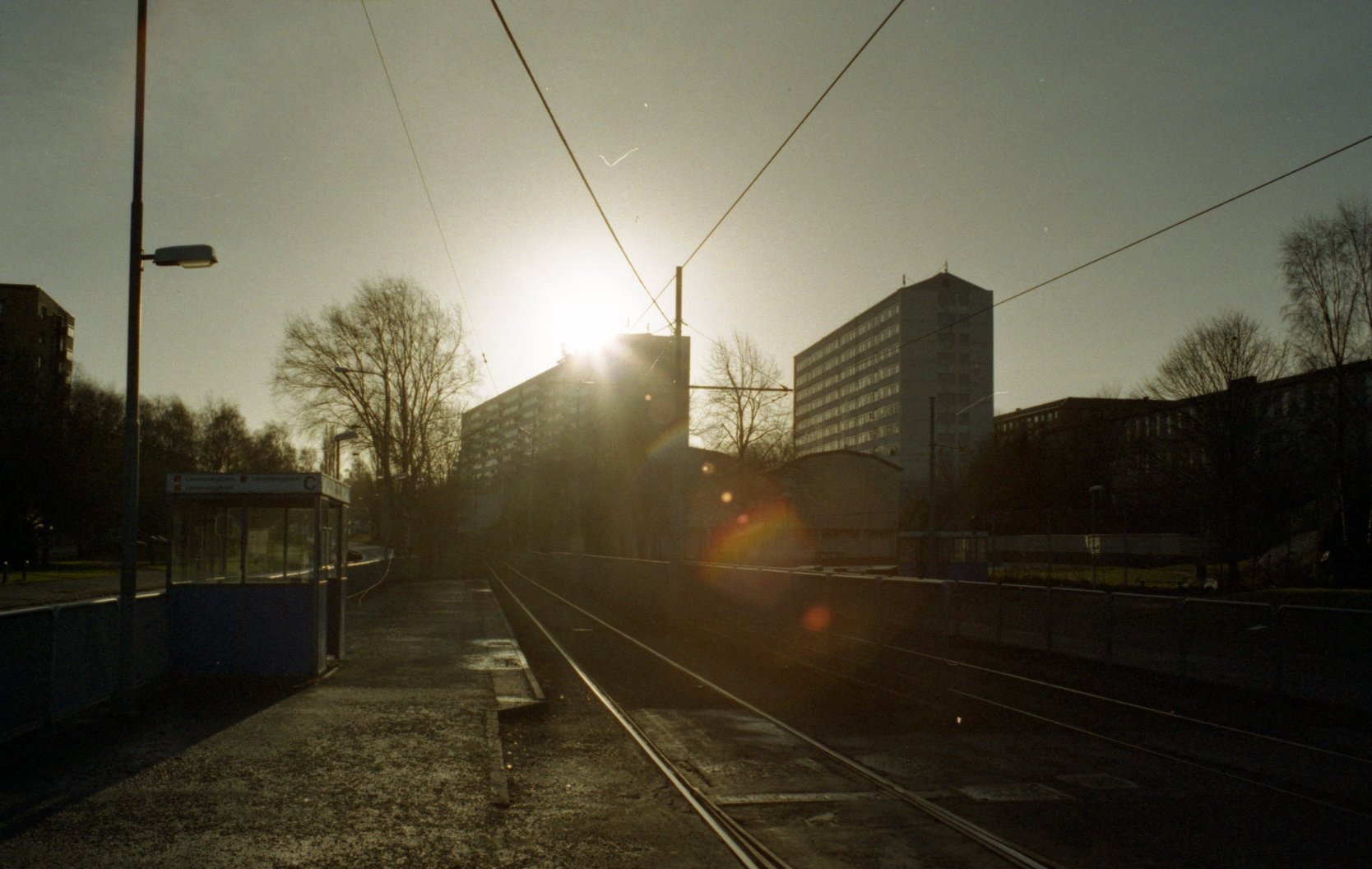
Bild från tidigt 2000-tal på hållplatsen mot söder
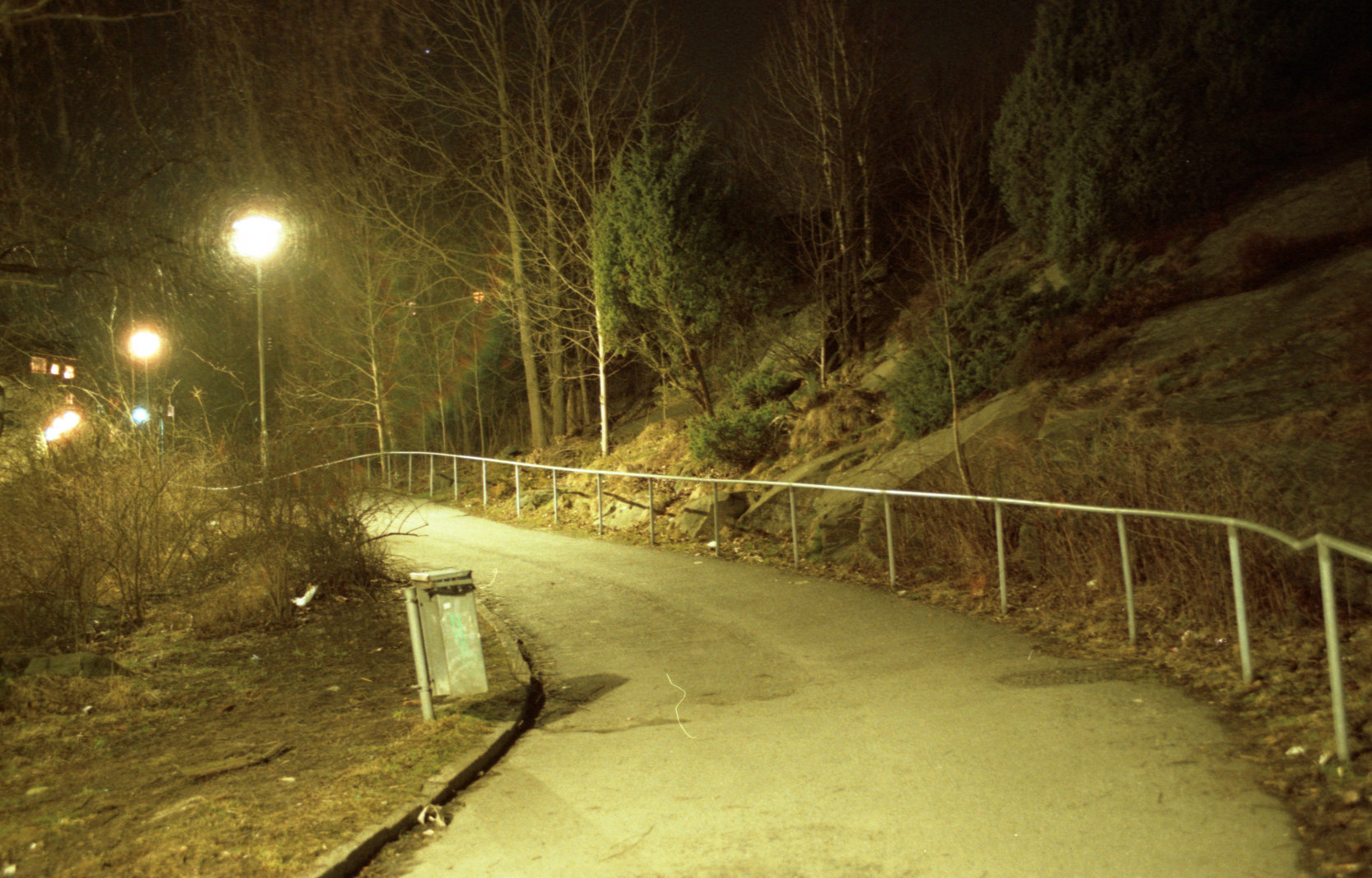
Gångvägen mot Dimvädersgatan